# Lee Kyung-hwan
Lee Kyung-hwan (koreanisch 이경환; * 21. März 1988; † 14. April 2012 in Incheon) war ein südkoreanischer Fußballspieler.

## Karriere
Lee spielte beim College Team der Myoungsin University und ging 2009 zu den Daejeon Citizen. 2011 wurde er von den Suwon Bluewings verpflichtet. Während seiner Zeit bei den Citizen war er in Spielmanipulationen verwickelt, was bei einem großen Fußball-Wettskandal in der K League im Jahre 2011 herauskam; infolgedessen wurde er im August 2011 für die südkoreanischen Fußball-Ligen auf Lebenszeit gesperrt.
Am 14. April 2012 beendete er sein Leben im Alter von 24 Jahren durch Suizid in Incheon. Dies war der vierte Suizid einer involvierten Person des Wettskandals. Die Spieler Yoon Ki-won von Incheon United, Jung Jong-kwan von Seoul United und der ehemalige Trainer Lee Su-chul der Sangmu Phoenix begingen bereits 2011 Suizid.